# 酒豪
酒豪（しゅごう）とは、アルコール飲料（酒）を大量に飲むことが出来、さらにこれで酔態をさらさない者の俗称である。対義語は下戸（げこ）という。

## 概要
酒豪はアルコール飲料を大量に飲むことができる者であるが、日本では古くから大量の酒類を飲んで酔態をさらさない者をこう呼ぶ。酔って迷惑行為などアルコールハラスメントに及ぶ者は、酒豪ではなく「酒乱」と言う。なお、単にアルコール飲料を大量に飲む者に関しては「幾ら液体を注いでも満たされない」の意味を引っ掛けざる（笊）という。また大酒飲みをヘビの丸呑みに擬え「うわばみ」ともいう。
アルコール飲料（エタノールを含む飲料）を摂取した場合、ヒトの体内では消化管から吸収されたエタノールによって酩酊するが、同時に分解酵素の働きによっても代謝される（→エタノールと人体）。しかしこの分解酵素の体内生産量には個人差があり、酩酊が早い者、遅い者、影響が長く続く者、すぐ回復する者とがおり、これは遺伝など生まれつきの性質が強く影響する。
また、エタノール代謝では肝臓の働きに負うところが大きいため、肝臓が健康でなければ影響を被り易い。更に、若い時は酒を大量に飲めた一手、老化によって肝臓の働きが衰えて老人になる頃にはかつてほど飲めなくなることも珍しくない。つまりは、酒豪たり得るのは生まれつきの性質に加え健康である若者に限られる。
なお、たとえ生まれつきアルコール飲料を代謝する能力に優れていても、酒量が過剰であれば代謝能力を飽和し、また度が過ぎればアルコール依存症のリスクも負う。こと典型的なアルコール依存症罹患者の大半はアルコール代謝酵素（→アセトアルデヒド脱水素酵素）GG型で酒豪体質の者である。そのため酒豪も度を過ぎて鯨飲すれば健康を害することになり、酒豪であり続けることも体調管理が不可欠となるだろう。
また、飲酒量を加減して訓練してもアルコール代謝の可能な量が増える範囲はごくわずかであり、全くの下戸（飲酒できない者・酵素型AAタイプ）は酒豪にはなれない。下戸の者に対し「酒は鍛えれば飲めるようになる」と飲酒を勧める者もいるが、実際には自身の適量を知ることでペース配分がうまくなる・酔態を晒さずに済むというだけに過ぎない。アルコール代謝酵素の生産型は遺伝により決定され生涯にわたって不変であることから、許容酒量自体が大幅に増えることはないため、そのような人に飲酒を勧めるのは、命に関わり非常に危険である。

## 酒豪として記録が残る歴史上の人物
- 上杉謙信
- 長宗我部元親
- 真田幸村
- 母里友信 - 黒田節に謳われた酒豪で家名と槍をかけた呑み比べの逸話が知られる。
- 山内容堂
- 幸田露伴
- 若山牧水